# Иван Вангелов
Иван Вангелов (на гръцки: Ιωάννης Ευαγγελόπουλος, Йоанис Евангелопулос) е гъркомански революционер, деец на Гръцката въоръжена пропаганда в Македония от началото на XX век.

## Биография
Иван Вангелов е роден в драмското село Карлъково, тогава в Османската империя. Действа в гръцки чети като четник в района на Драма, Еласона, Катеринско и като самостоятелен войвода в района на Олимп и Енидже Вардар. Негов четник е Георгиос Кавасалиотис от Доксат.